# 아프리칸트로푸스
아프리칸트로푸스(Africanthropus njarasensis)는 1935년 탄자니아 북부 에야시 호 주변의 50만년 전의 지층에서 독일의 루트비히 콜 라르젠이 처음 발견하였다. 호모 에렉투스의 한 종류로 추정되며, 호모 로데시엔시스에 가깝다는 설도 있다.
첫 화석은 1935년 탄자니아 북부 에야시 호 근처에서 발견되었다. 1936년 탄자니아의 올두바이 계곡에서도 같은 종의 화석이 발견되었고, 1938년 에야시 호 근처에서는 3개의 인간 두개골이 추가로 발견되었다. 지층의 연대는 50만년~35만년 전으로 후기 홍적세에 해당된다.
독자적인 종명이 붙었으나 후에 호모 에렉투스에 귀속되었다. 그러나 호모 로데시엔시스에 가깝다는 등 이 종의 귀속 여부에는 논란의 여지가 있다.

## 같이 보기
- 호모 하빌리스
- 아틀란트로푸스
- 메간트로푸스 아프리카누스
- 호모 에르가스테르
- 텔란트로푸스 카펜시스